# Період Ямато
Період Яма́то  (яп. 大和時代 — ямато дзідай) — епоха в історії Японії (250 (300) — 710). Названа за іменем державного утворення, яке постало в районі Ямато (суч. префектура Нара, регіон Кінкі). Поділяється на два підперіоди: період Кофун (250 (300) — 538) і період Асука (538—710). Особливостями епохи є поширення культури курганів, виникнення держави Ямато та активний імпорт досягнень китайської цивілізації через країни Корейського півострова.
Основними подіями були прийняття буддизму (538), створення на його основі «Конституції з сімнадцяти статей» (604) та переворот Тайка (645).

## Докладніше
- Період Кофун
- Період Асука